# Gouden Bul (algemeen)
Een Gouden Bul (Latijn: bulla aurea) was een oorkonde voorzien van een gouden zegel. Aanvankelijk werd hiermee alleen het zegel aangeduid, maar later werd hiermee de gehele oorkonde bedoeld.
Met een gouden bul gaf de Byzantijnse keizer privileges voor bewezen diensten, vooral aan de kerk. In navolging van Byzantium vaardigden West-Europese vorsten daarna ook gouden bullen uit. Een van de belangrijkste daarvan is de Gouden Bul van 1356 die werd uitgevaardigd door keizer Karel IV.
Voor de geschiedenis van de ontwikkeling van grondwettelijke rechten en vrijheidsrechten is de Gouden Bul (Aranybulla) die koning Andreas II van Hongarije in 1222 uitvaardigde van belang. Daarbij werden rechten verleend aan kerkbestuurders, de eenvoudige edelen (servientes) en de bevolking die de absolute rechten van de koning aan banden legden.